# Дарницкая площадь
Да́рницкая пло́щадь (укр. Да́рницька пло́ща) — площадь в Днепровском районе города Киева, жилой массив Соцгород. Расположена между проспектом Соборности, проспектом Мира, улицей Строителей, проспектом Леонида Каденюка, улицей Ивана Сергиенко, Улицей Владимира Сосюры, Пражской улицей и Харьковским шоссе.

## История
Возникла в середине XX века поблизости контрольного пункта (КП), существовавшего при въезде в город на левом берегу Днепра, имела название площадь КП. С 1958 года — Ленинградская площадь, в честь города Ленинграда.
Современное название, происходящее от местности Дарница — с 2015 года.
Является частью Малой Окружной дороги. Из-за больших заторов в час пик площадь планируют реконструировать.

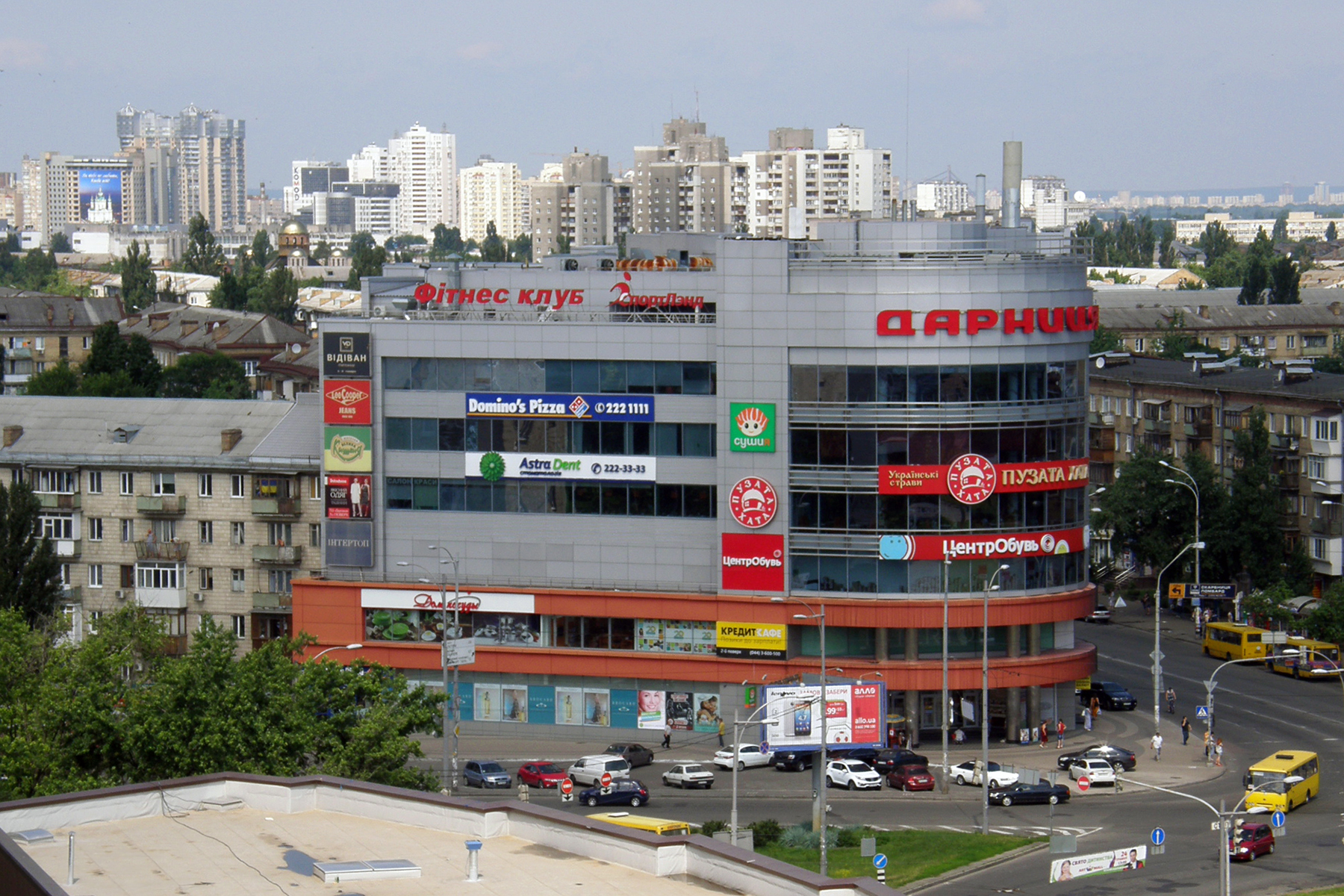
Универмаг «Дарница» (официально проспект Мира, 1) (1963—1965, 2007)
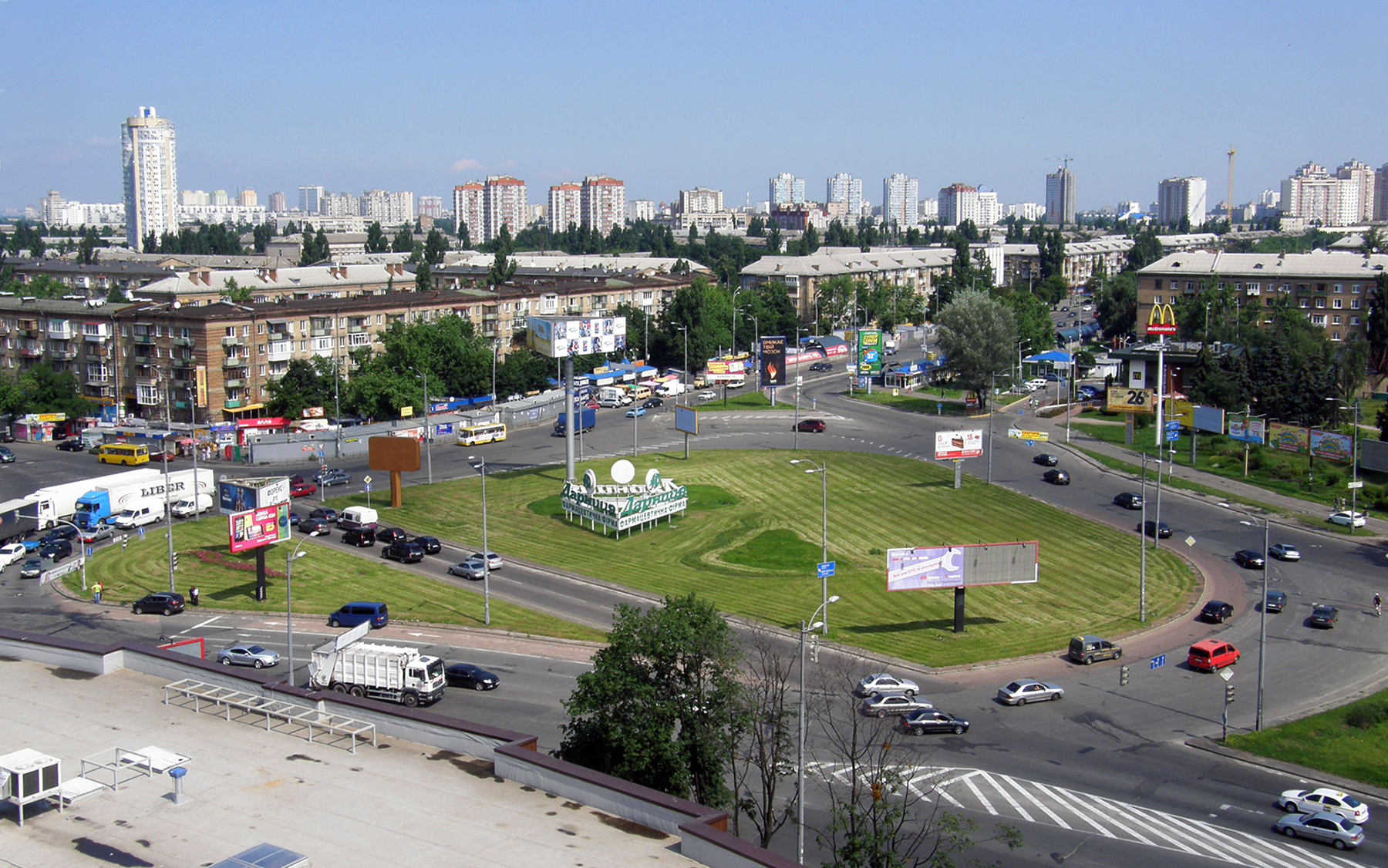